# Семенович, Казимир
Казими́р Семено́вич (ок. 1600 — ок. 1651) — военный инженер армии Великого княжества Литовского, теоретик и практик артиллерии. 
Некоторые считают его изобретателем прототипа многоступенчатой ракеты (наряду с Конрадом Хаасом). Автор книги «Великое мастерство артиллерии» (1650). Участник Смоленской войны, в том числе осады Белой. Вероятно, участвовал в битве под Охматовом.

## Биография
Происхождение Семеновича — предмет острых научных споров польских, литовских и белорусских учёных. Каждая сторона спора считает его своим соотечественником. Себя сам он называл литвином (то есть уроженцем Великого княжества Литовского), что указано на его прижизненных изданиях. Семенович принимал участие в Смоленской войне в составе армии Речи Посполитой. Приказом короля Владислава IV был послан в Нидерланды, на службу в войсках герцога Фредерика Оранского. Там участвовал в Нидерландской войне за независимость от Испании, в том числе в осаде Гюйста (1645). Вернулся в Польшу (1646), когда Владислав IV собирал со всей Европы артиллерийских специалистов для большой войны с турками, служил инженером в коронной артиллерии, с 1648 года — заместитель начальника. Согласно совету короля Яна-Казимира вернулся в Нидерланды (около 1649), чтобы напечатать там свою работу (хотя существует и такая версия, что Семенович был вынужден уехать из-за конфликта со своим начальником, К. Артишевским). Конфликт заключался в том что по распоряжению полковника Самуэля Асинского выдал солдатам королевского полка, идущим на войну, оружие: 100 голландских мушкетов и 60 копий, а денег с них не взял. К. Артишевский, вернувшись из Гданьска, стал требовать деньги у Казимира Семеновича.

## Великое искусство артиллерии

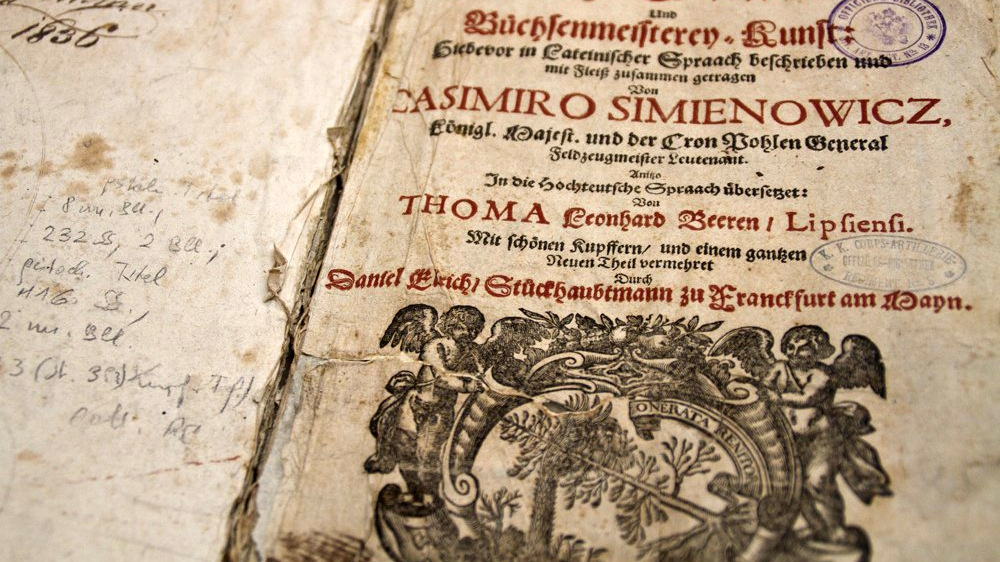
Титульный лист третьего издания «Великое искусство артиллерии», изданного на немецком языке в 1676 году во Франкфурте-на-Майне в переводе Томаса Берена

Семенович обязан своей известностью трактату по пиротехнике и артиллерии «Великое искусство артиллерии» (Artis Magnae Artilleriae pars prima), который был опубликован на латыни в 1650 году в Амстердаме и имел большой успех в странах Европы. Работа над второй частью трактата была, очевидно, прервана смертью инженера.
Книга более двух столетий была в Европе учебником по артиллерии. Были представлены стандартные конструкции ракет, зажигательных снарядов и других пиротехнических приспособлений. Тут впервые была представлена идея использования реактивного движения в артиллерии. Большой раздел посвящён калибрам, конструкции, строению и качествам ракет (как военных, так и гражданских), в том числе, многоступенчатых ракет, ракетных батарей и ракет со стабилизаторами.
Как писал сам Семенович, он интересовался артиллерией с детства, и изучал математику, механику, гидравлику, архитектуру, оптику, тактику, чтобы увеличить свои знания; считается, что он успел закончить и рукопись второй части книги. Существует версия, что члены цехов металлургов, пиротехников и оружейников организовали его убийство и выкрали, либо уничтожили вторую часть рукописи, чтобы не допустить раскрытия цеховых секретов.

Иллюстрации из трактата Семеновича
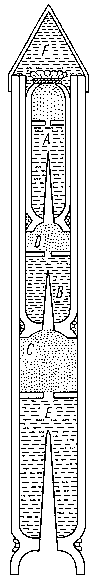
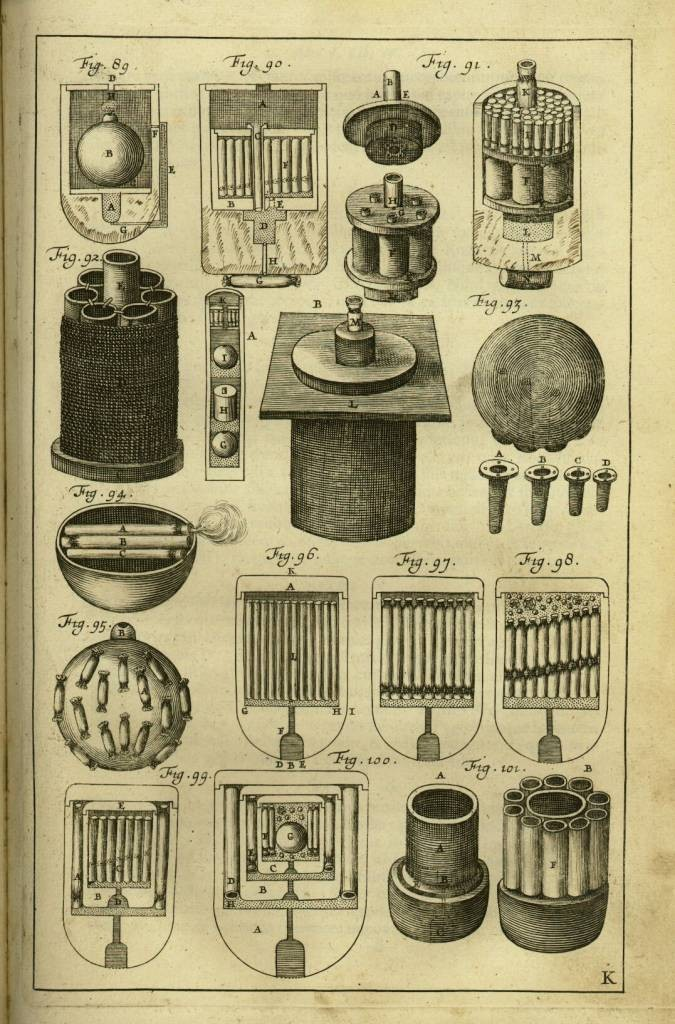

## Философские взгляды. Научный труд

### Философские взгляды. Ссылки на других учёных
В своём мировоззрении на Вселенную Казимир Семенович в основном придерживался концепции Аристотеля, свидетельством чего являются те места в произведении «Великое искусство артиллерии», где он переходил от описания эмпирических итогов к их интерпретации или к общим мировоззренческим вопросам. Также он хорошо знал учение древнегреческих философов про натуральные и вынужденные движения, и тогдашнюю концепцию «импетуса» — движения тела под нажимом другого тела — двигателя. Обращает на себя внимание высокий уровень культуры К. Семеновича, который хорошо знал и античную литературу, и современные ему технические достижения, и труды современных европейских авторов, которые издавались на немецком, греческом, латинском и других языках. Польский историк Г. Новак посчитал, что в книге Семеновича цитируются более 200 авторов, использовано около 260 произведений, главным образом древние трактаты, около 40 % составляют книги эпохи Ренессанса и Нового времени; широко использовались произведения Платона, Аристотеля, Сенеки, Эвклида, Архимеда, Аполлония Пергского, известных средневековых исследователей, медицинская и природоведческая литература, издания по земледелию, химии, технике, истории.

### Труд в контексте современности

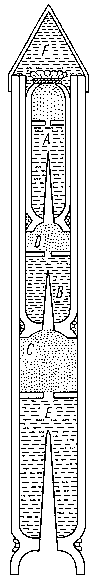
Многоступенчатая ракета из Artis Magnae Artilleriae pars prima

В творчестве Казимира Семеновича отражались трудности и противоречия становления опытного природоведения в XVII веке, традиции, которые связывали его время со средневековьем и в то же время характеризуют его как учёного нового времени. Внимательность при проведении исследований и наблюдательность позволили ему предвидеть механические закономерности, умело использовать новейшие достижения науки и техники того времени. Критикуя разные пережитки в артиллерийском деле и тех её представителей, которые «открещиваются от теории и принципов чудесной математики» и считают позором для пиротехника-практика использование теорем Архимеда, Эвклида и других великих учёных, К. Семенович писал:

Именно тут источник этой новой науки — «псевдомеханики», неизвестной в прошлых столетиях. Больно мне только за то, что возвышенная наука пиротехники не только унижена теми, кто её использует (говорю тут про этих практиков без практики) и кто отобрал у её былую славу и красоту, которую придали ей первооткрыватели. Больно мне, что эту науку оторвали от правильной основы — математики и задвинули между обычными ремёслами.

Выказывал желание, чтобы был принят специальный закон, согласно которому специалисты-пиротехники не допускались бы к работе без знания основ точных и природоведческих наук.

### База исследований. Научное наследие
Казимир Семенович добился реальных успехов именно потому, что его выводы были основаны не на общефилософских вещах по проблемам движения, а на теоретической и математической интерпретации полученных им опытным путём фактов. В этом отношении являются характерными результаты проведённых им опытов по стрельбе из пушек, заряженных двумя ядрами, на основании которых он формулирует закон абсолютного неупругого столкновения одинаковых по величине, форме и материалу тел: «В целом же, — пишет он, — ни одно движение не исчезает, а только от одного предмета переходит к другому. Поэтому оба тела будут двигаться одновременно, но в два раза медленнее, чем до этого». Почти за 35 лет до введения Лейбницем понятия «кинетической энергии», исходя из наблюдений за работой мастеров-ракетчиков при заполнении порохом ракеты, Семенович пришёл к выводу, что при одинаковой угловой скорости, линейная скорость молота будет пропорциональна квадрату длины ручки первой степени веса. Встречаются в его книге и типично схоластичные рассуждения, особенно при попытках объяснения явлений и процессов, понимание которых лежало далеко за рамками тогдашней науки. Но от большинства своих современников и предшественников Казимира Семеновича отличала последовательная опора на исследование, эксперимент при изучении и объяснении явлений, за которыми ведётся наблюдение. Так подходил он и к изложению теоретических положений и методов определению калибра пушек, радиусов и веса ядер в зависимости от материалов, к раскрытию химии и технологии изготовления разных сортов пороха, способов проверки его боевых качеств и хранения.
Глубоко анализировал методы расчёта различных типов ракет, которые использовались в военном деле, и для гражданских нужд. Дал описание конструкций и способов изготовления нескольких типов ракет, в том числе ракет с хвостовыми стабилизаторами-крыльями, ракет, которые запускались со специальных станков и др. Особенно интересны для современных историков науки и техники сведения про составные (связки ракет) и многоступенчатые ракеты. Некоторые из описанных К. Семеновичем ракет были известны из литературных источников, многие, в том числе и многоступенчатые ракеты предложены впервые.
К изучению конструирования разных типов ракет подходил также, как и к остальным вопросам, которые рассматривались в книге, — не как ремесленник, а как учёный-естествоиспытатель, экспериментатор и практик. Взгляды К. Семеновича на причины движения ракеты, согласно его свидетельствам, должны были быть изложены во второй, утраченной книге «Великое искусство артиллерии». Тут он был намерен сделать экскурс в историю древней военной техники, современных ему сухопутных и морских пушек, описать процесс их обслуживания, использования и способы обороны их от нападения противника, архитектурные формы и технологии постройки артиллерийской техники. Упоминал он и про намерение посвятить специальный раздел своему новому изобретению, «в котором помещаются все наши знания» и которое «превосходит многие иные приспособления и заменяет их все». Судя по всему, Казимир Семенович изобрёл оптико-механическое устройство наподобие нивелира, буссоли или кипрегеля. Он также намеревался разобрать многочисленные геометрические проблемы, астрономические и географические вопросы. «Как только всё это — писал учёный, — в соответствующих местах дойдёт до сознания каждого, тогда осуществиться вера в мои слова».

## Память

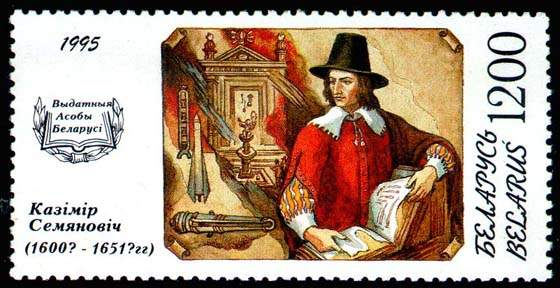
Казимир Семенович. Марка Белпочты (1995 год)

В 1994 году в Литве выпущена почтовая марка «Открытия и изобретения» с чертежами ракет из книги Казимира Семеновича «Великое искусство артиллерии».
В 1995 году Белпочта выпустила специальную марку, посвящённую Казимиру Семеновичу.
В 2017 году в рамках телевизионного проекта «100 имён Беларуси» общенационального телевидения Республики Беларусь был продемонстрирован документальный фильм «Казимир Семенович. Великое искусство артиллерии».
В 2021 году в Минске установлен памятник Казимиру Семеновичу.